# Sijung
Le Sijung est un comté (département) de la province de Jagang en Corée du Nord. Il est entouré par Kanggye et Changgang à l'est, Manpo au nord et Wiwon au sud.
Dans cette zone administrative se trouve le lac Sijung.

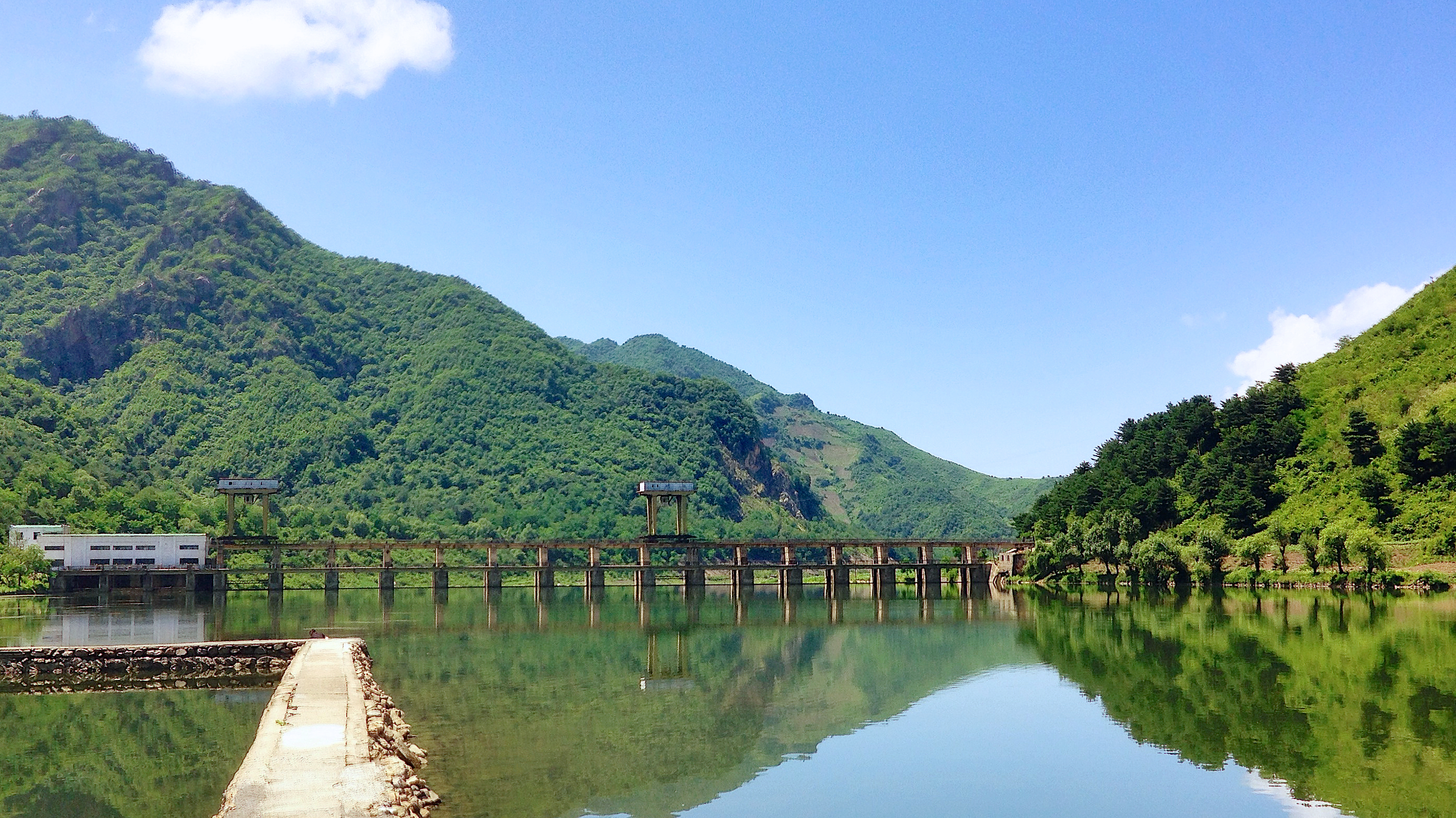
Photographie du lac Sijung